# Tuxentius
Tuxentius es un género de mariposas de la familia Lycaenidae. Fue descrito por primera vez en 1982 por Larsen.

## Especies
Los miembros del género Tuxentius son:
- Tuxentius calice (Hopffer, 1855)
- Tuxentius carana (Hewitson, 1876)
- Tuxentius cretosus (Butler, 1876)
- Tuxentius ertli (Aurivillius, 1907)
- Tuxentius gabrieli Balint, 1999
- Tuxentius hesperis (Vári, 1976)
- Tuxentius kaffana (Talbot, 1935)
- Tuxentius margaritaceus (Sharpe, 1892)
- Tuxentius melena (Trimen, 1887)
- Tuxentius stempfferi (Kielland, 1976)